# Championnats du monde de patinage artistique 1964
Navigation
Mondiaux 1963 Mondiaux 1965
Les championnats du monde de patinage artistique 1964 ont lieu du 25 février au 1er mars 1964 à la  Westfalenhalle de Dortmund en Allemagne de l'Ouest.
À partir de cette saison 1963/1964, un programme court est ajouté aux compétitions européennes et mondiales des couples artistiques, en plus du programme libre. En revanche, il n'est pas ajouté au concours des Jeux olympiques de 1964, reportant son introduction aux Jeux olympiques suivants.
L'américain Thomas Litz réalise le premier triple boucle piqué en compétition.

## Qualifications
Les patineurs sont éligibles à l'épreuve s'ils représentent une nation membre de l'Union internationale de patinage (International Skating Union en anglais). Les fédérations nationales sélectionnent leurs patineurs en fonction de leurs propres critères.
Sur la base des résultats des championnats du monde 1963, l'Union internationale de patinage autorise chaque pays à avoir de une à trois inscriptions par discipline. 

## Podiums
| Épreuves                            | Or                                  | Argent                              | Bronze                               |
| ----------------------------------- | ----------------------------------- | ----------------------------------- | ------------------------------------ |
| Messieurs résultats détaillés       | Manfred Schnelldorfer               | Alain Calmat                        | Karol Divín                          |
| Dames résultats détaillés           | Sjoukje Dijkstra                    | Regine Heitzer                      | Petra Burka                          |
| Couples résultats détaillés         | Marika Kilius / Hans-Jürgen Bäumler | Ludmila Belousova / Oleg Protopopov | Debbi Wilkes / Guy Revell            |
| Danse sur glace résultats détaillés | Eva Romanová / Pavel Roman          | Paulette Doan / Kenneth Ormsby      | Janet Sawbridge / David Hickinbottom |

## Tableau des médailles
| Rang  | Nation               | Or | Argent | Bronze | Total |
| ----- | -------------------- | -- | ------ | ------ | ----- |
| 1     | Allemagne de l'Ouest | 2  | 0      | 0      | 2     |
| 2     | Tchécoslovaquie      | 1  | 0      | 1      | 2     |
| 3     | Pays-Bas             | 1  | 0      | 0      | 1     |
| 4     | Canada               | 0  | 1      | 2      | 3     |
| 5     | Autriche             | 0  | 1      | 0      | 1     |
| 5     | France               | 0  | 1      | 0      | 1     |
| 5     | Union soviétique     | 0  | 1      | 0      | 1     |
| 8     | Royaume-Uni          | 0  | 0      | 1      | 1     |
| Total | Total                | 4  | 4      | 4      | 12    |

## Détails des compétitions

### Messieurs

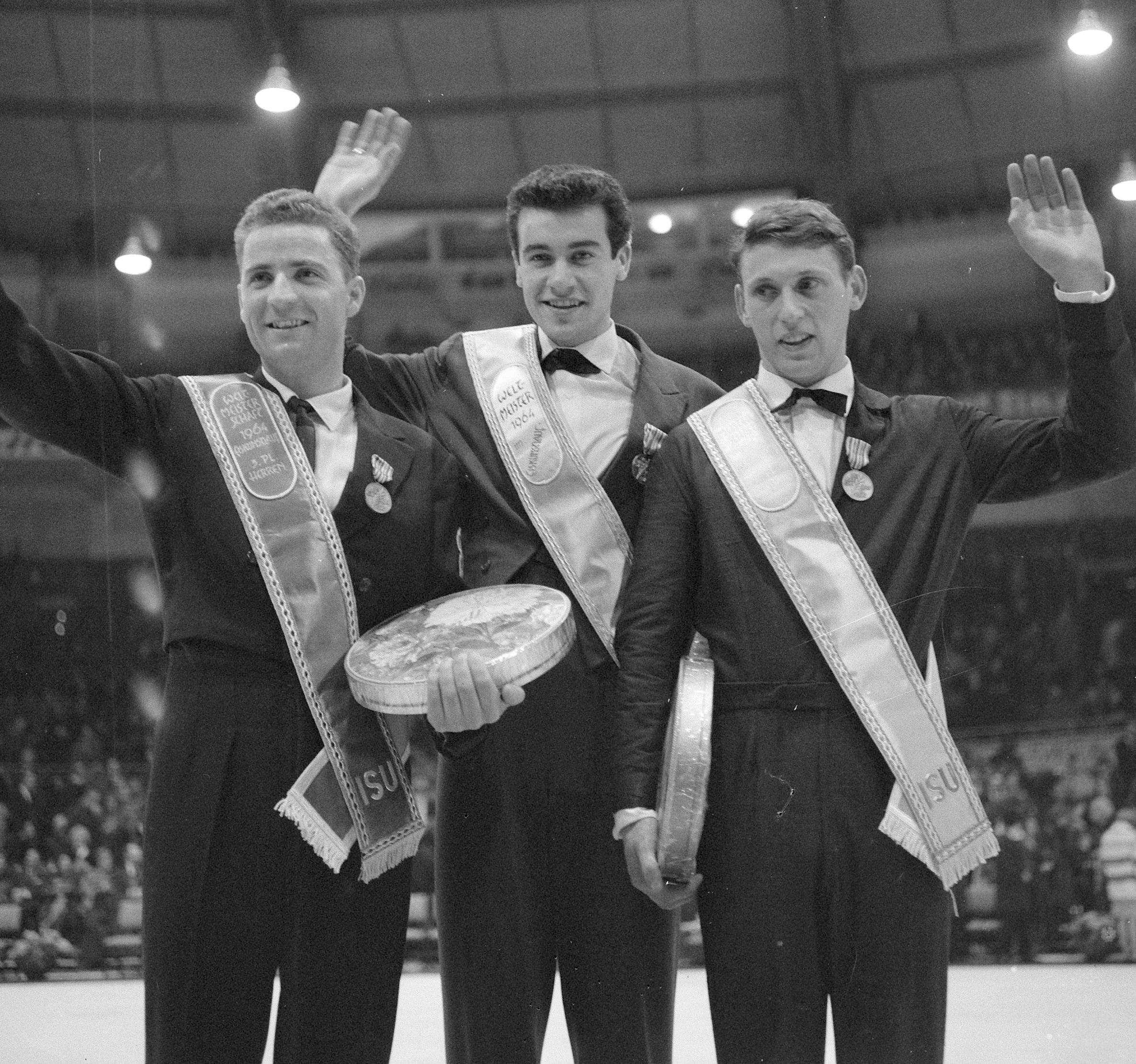
Podium des Messieurs
Karol Divín, Manfred Schnelldorfer et Alain Calmat

| Rang | Nom                   | Nation               | Places | Points | Fig. impo. | Prog. libre |
| ---- | --------------------- | -------------------- | ------ | ------ | ---------- | ----------- |
| 1    | Manfred Schnelldorfer | Allemagne de l'Ouest | 10     |        |            |             |
| 2    | Alain Calmat          | France               | 23     |        |            |             |
| 3    | Karol Divín           | Tchécoslovaquie      | 38     |        |            |             |
| 4    | Scott Allen           | États-Unis           | 39     |        |            |             |
| 5    | Emmerich Danzer       | Autriche             | 44     |        |            |             |
| 6    | Thomas Litz           | États-Unis           | 50     |        |            |             |
| 7    | Peter Jonas           | Autriche             | 60     |        |            |             |
| 8    | Nobuo Sato            | Japon                | 68     |        |            |             |
| 9    | Donald Knight         | Canada               | 79     |        |            |             |
| 10   | Sepp Schönmetzler     | Allemagne de l'Ouest | 95     |        |            |             |
| 11   | Monty Hoyt            | États-Unis           | 95     |        |            |             |
| 12   | Charles Snelling      | Canada               | 106    |        |            |             |
| 13   | Robert Dureville      | France               | 121    |        |            |             |
| 14   | Patrick Péra          | France               | 137    |        |            |             |
| 15   | Valeri Meshkov        | Union soviétique     | 136    |        |            |             |
| 16   | Hugo Dümler           | Allemagne de l'Ouest | 142    |        |            |             |
| 17   | Ondrej Nepela         | Tchécoslovaquie      | 148    |        |            |             |
| 18   | Hywel Evans           | Royaume-Uni          | 150    |        |            |             |
| 19   | Wouter Toledo         | Pays-Bas             | 169    |        |            |             |

### Dames

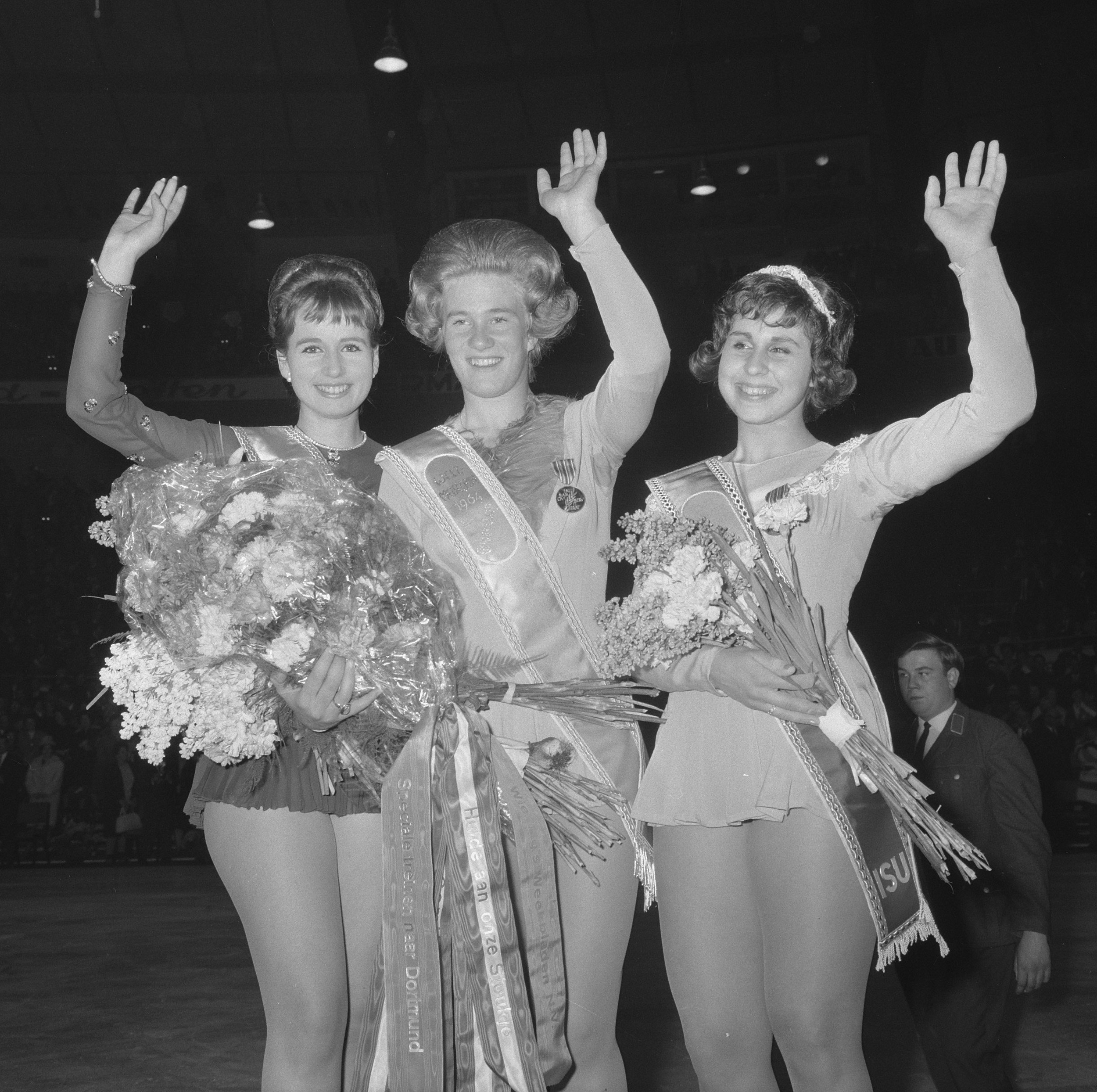
Podium des Dames
Regine Heitzer, Sjoukje Dijkstra et Petra Burka

| Rang | Nom                    | Nation               | Places | Points | Fig. impo. | Prog. libre |
| ---- | ---------------------- | -------------------- | ------ | ------ | ---------- | ----------- |
| 1    | Sjoukje Dijkstra       | Pays-Bas             | 9      |        |            |             |
| 2    | Regine Heitzer         | Autriche             | 21     |        |            |             |
| 3    | Petra Burka            | Canada               | 24     |        |            |             |
| 4    | Nicole Hassler         | France               | 42     |        |            |             |
| 5    | Christine Haigler      | États-Unis           | 52     |        |            |             |
| 6    | Miwa Fukuhara          | Japon                | 54     |        |            |             |
| 7    | Peggy Fleming          | États-Unis           | 56     |        |            |             |
| 8    | Sally-Anne Stapleford  | Royaume-Uni          | 89     |        |            |             |
| 9    | Albertina Noyes        | États-Unis           | 90     |        |            |             |
| 10   | Shirra Kenworthy       | Canada               | 102    |        |            |             |
| 11   | Wendy Griner           | Canada               | 95     |        |            |             |
| 12   | Helli Sengstschmid     | Autriche             | 104    |        |            |             |
| 13   | Kumiko Okawa           | Japon                | 109    |        |            |             |
| 14   | Inge Paul              | Allemagne de l'Ouest | 119    |        |            |             |
| 15   | Uschi Keszler          | Allemagne de l'Ouest | 123    |        |            |             |
| 16   | Hana Mašková           | Tchécoslovaquie      | 151    |        |            |             |
| 17   | Astrid Czermak         | Autriche             | 152    |        |            |             |
| 18   | Zsuzsa Almássy         | Hongrie              | 154    |        |            |             |
| 19   | Sandra Brugnera        | Italie               | 169    |        |            |             |
| 20   | Ann-Margreth Frei      | Suède                | 176    |        |            |             |
| 21   | Christine van de Putte | Belgique             | 188    |        |            |             |

### Couples

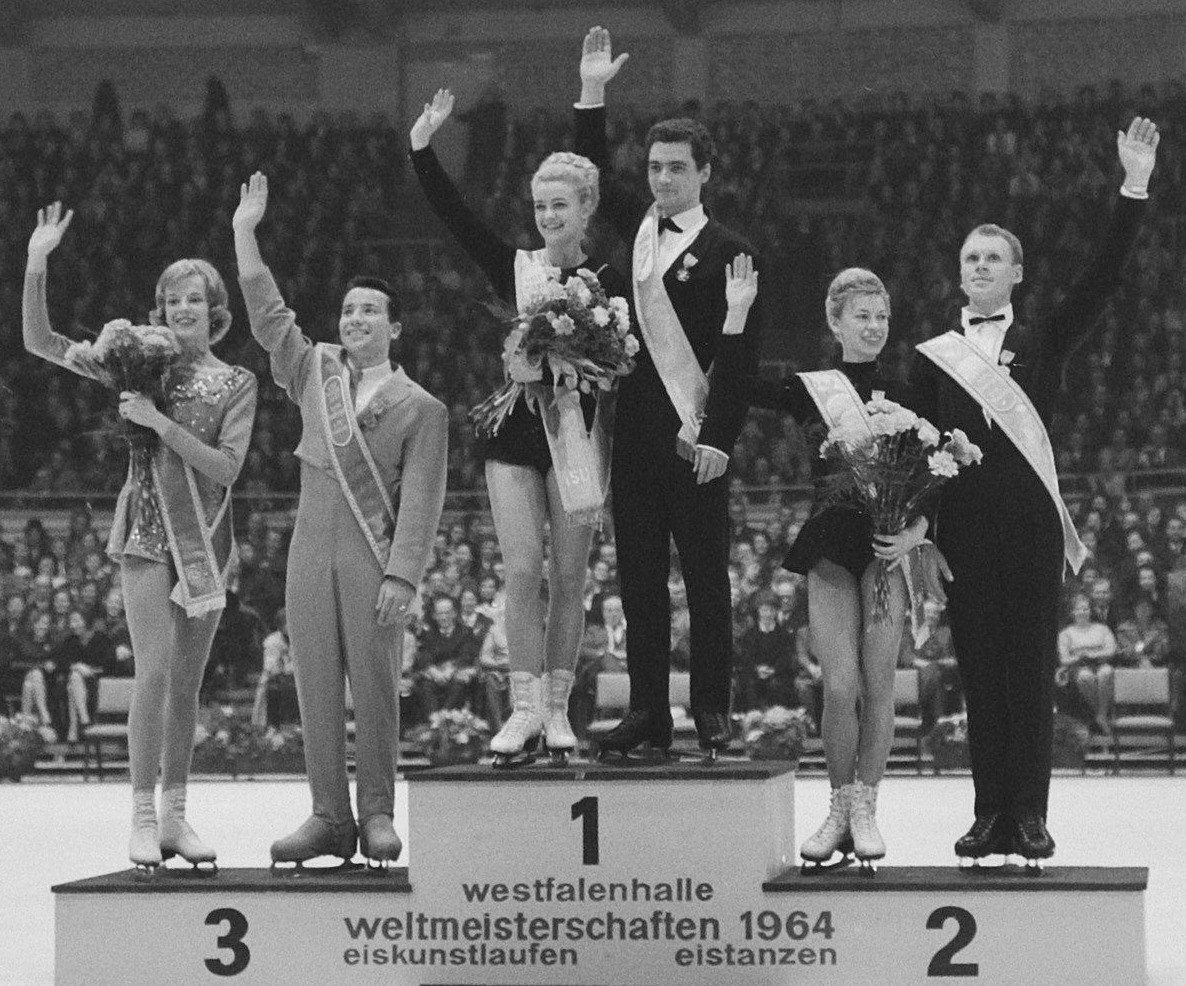
Podium des Couples

| Rang | Nom                                        | Nation               | Places | Points | Prog. court | Prog. libre |
| ---- | ------------------------------------------ | -------------------- | ------ | ------ | ----------- | ----------- |
| 1    | Marika Kilius / Hans-Jürgen Bäumler        | Allemagne de l'Ouest | 13     |        |             |             |
| 2    | Ludmila Belousova / Oleg Protopopov        | Union soviétique     | 14     |        |             |             |
| 3    | Debbi Wilkes / Guy Revell                  | Canada               | 28     |        |             |             |
| 4    | Vivian Joseph / Ronald Joseph              | États-Unis           | 35     |        |             |             |
| 5    | Sonja Pfersdorf / Günther Matzdorf         | Allemagne de l'Ouest | 50     |        |             |             |
| 6    | Tatiana Zhuk / Aleksandr Gavrilov          | Union soviétique     | 53     |        |             |             |
| 7    | Cynthia Kauffman / Ronald Kauffman         | États-Unis           | 71     |        |             |             |
| 8    | Judianne Fotheringill / Jerry Fotheringill | États-Unis           | 73     |        |             |             |
| 9    | Sigrid Riechmann / Wolfgang Danne          | Allemagne de l'Ouest | 79     |        |             |             |
| 10   | Agnesa Wlachovská / Peter Bartosiewicz     | Tchécoslovaquie      | 85     |        |             |             |
| 11   | Gerlinde Schönbauer / Wilhelm Bietak       | Autriche             | 102    |        |             |             |
| 12   | Mária Csordás / László Kondi               | Hongrie              | 100    |        |             |             |

### Danse sur glace
| Rang | Nom                                    | Nation               | Places | Points | Danses imposées | Danse libre |
| ---- | -------------------------------------- | -------------------- | ------ | ------ | --------------- | ----------- |
| 1    | Eva Romanová / Pavel Roman             | Tchécoslovaquie      | 8      |        |                 |             |
| 2    | Paulette Doan / Kenneth Ormsby         | Canada               | 20     |        |                 |             |
| 3    | Janet Sawbridge / David Hickinbottom   | Royaume-Uni          | 18     |        |                 |             |
| 4    | Yvonne Suddick / Roger Kennerson       | Royaume-Uni          | 29     |        |                 |             |
| 5    | Lorna Dyer / John Carrell              | États-Unis           | 39     |        |                 |             |
| 6    | Carol MacSween / Robert Munz           | États-Unis           | 59     |        |                 |             |
| 7    | Carol Forrest / Kevin Lethbridge       | Canada               | 46     |        |                 |             |
| 8    | Darlene Streich / Charles Fetter       | États-Unis           | 59     |        |                 |             |
| 9    | Györgyi Korda / Pál Vásárhelyi         | Hongrie              | 68     |        |                 |             |
| 10   | Jitka Babická / Jaromír Holan          | Tchécoslovaquie      | 77     |        |                 |             |
| 11   | Marilyn Crawford / Brair Armitage      | Canada               | 74.5   |        |                 |             |
| 12   | Christel Trebesiner / Gerald Felsinger | Autriche             | 88.5   |        |                 |             |
| 13   | Diane Towler / Bernard Ford            | Royaume-Uni          | 88     |        |                 |             |
| 14   | Gabriele Rauch / Rudi Matysik          | Allemagne de l'Ouest | 89     |        |                 |             |
| 15   | Brigitte Martin / Francis Gamichon     | France               | 93     |        |                 |             |
| 16   | Jopie Wolff / Nico Wolff               | Pays-Bas             | 109    |        |                 |             |